# J.A. Braae
Jens Agger Braae (3. maj 1842 i Ramme Sogn - 1924) var en dansk fotograf.
Han var søn af skolelærer og kirkesanger Peter Braae (1815-1861) og Ellen Marie Jensdatter Agger. Braae havde atelier i Svendborg i Gjerritsgade 25 (der senere blev til nr. 26) i perioden 1874 -1888. Senere i Helsingør og Charlottenlund. Hans slogan var "Fotografi à la Rembrandt".
Han var gift med Marie Kirstine Elisabeth Tegge (1854-1925).
En søn af Braae, Eiler Braae (1878-1914), blev en kendt tegner, mens en anden søn, ligeledes med navnet Jens Agger Braae (født 3. februar 1887 i Svendborg), var sølvsmed og havde forretning i København fra 1915 til 1957. En datter, Olga Braae (1881-1931), blev gift med minister Johannes Stensballe.